# 亨廷頓縣 (印地安納州)
亨廷頓县（英語：Huntington County）是位於美國印第安納州東北部的一個縣。面積1,005平方公里。根據美國2000年人口普查，共有人口38,075人。縣治亨廷頓（Huntington）。
成立於1832年2月2日，4月1日生效，縣政府成立於1834年2月1日。縣名紀念首任美國開國元勳、康乃狄克州州長山繆·亨廷頓。